# Alexander von Larisch
Alexander Friedrich Kurt von Larisch (* 9. August 1854 in Dresden; † 12. Mai 1932 in Wolstitz bei Borna) war ein sächsischer General der Artillerie.

## Leben

### Herkunft
Alexander entstammte der II. Linie des II. Stammes des oberschlesischen Uradelsgeschlecht von Larisch. Er war der Sohn des sächsischen Premierleutnants Kurt von Larisch (1821–1858) und dessen Ehefrau Henriette, geborene Heymann (1823–1910).

### Militärkarriere
Nach Absolvierung der Schule trat Larisch 1873 als Avantageur in das 1. Feldartillerie-Regiment Nr. 12 der Sächsischen Armee ein und avancierte bis 1875 zum Sekondeleutnant auf. Zur weiteren Ausbildung absolvierte er die Vereinigte Artillerie- und Ingenieurschule in Berlin und stieg 1882 zum Premierleutnant auf. Nach Beförderung zum Hauptmann im Jahre 1889 wurde er Chef der 4. Batterie im 3. Feldartillerie-Regiment Nr. 32. Am 31. Dezember 1894 wurde er zum Flügeladjutant von König Albert ernannt und in dieser Eigenschaft 1895 zum Major befördert. 1898 von seiner Stellung enthoben, kehrte Larisch unter Beförderung zum Oberstleutnant im Herbst 1899 als Abteilungskommandeur in sein Stammregiment. Am 20. September 1901 erfolgte seine Ernennung zum Kommandeur des 4. Feldartillerie-Regiments Nr. 48 und nach Beförderung zum Oberst erhielt Larisch am 23. Juli 1902 das Kommando über das 1. Feldartillerie-Regiment Nr. 12. Unter Anweisung des Standortes Dresden wurde er am 13. Juli 1906 zu den Offizieren von der Armee versetzt, am 17. August zum Generalmajor befördert und am 11. Dezember 1906 schließlich zum Kommandeur der 2. Feldartillerie-Brigade Nr. 24 in Leipzig ernannt. In dieser Eigenschaft erhielt er im Herbst 1908 die Erlaubnis zur Annahme des Kommandeurkreuzes I. Klasse des Ordens vom Zähringer Löwen. Unter Beförderung zum Generalleutnant wurde Larisch am 13. Oktober 1910 Kommandeur der 3. Division Nr. 32 und in der Folgezeit mit dem Großkreuz des Hausordens der Wachsamkeit oder vom Weißen Falken sowie mit dem Kronen-Orden I. Klasse ausgezeichnet. In Genehmigung seines Abschiedsgesuches wurde er am 19. März 1913 unter Verleihung des Großkreuzes des Albrechts-Ordens und mit der Erlaubnis zum Tragen seiner Uniform mit der gesetzlichen Pension zur Disposition gestellt.
Nach Ausbruch des Ersten Weltkriegs wurde Larisch als z.D.-Offizier wiederverwendet. Er nahm als Kommandeur der 23. Reserve-Division (1. Königlich Sächsische) an den Kämpfen an der Westfront teil und konnte sich während der Schlacht an der Marne bewähren. Dafür wurde er am 15. Oktober 1914 mit dem Ritterkreuz des Militär-St.-Heinrichs-Ordens beliehen. Er musste aber schon 1915 aus gesundheitlichen Gründen seinen erneuten Abschied nehmen und erhielt dabei noch den Charakter eines Generals der Artillerie.

### Familie
Larisch verheiratete sich am 16. März 1891 in Dresden mit Frieda von Mühlen (* 1869), Tochter des Majors von Mühlen. Aus der Ehe gingen die Söhne Ulrich (* 1893) und Friedrich (* 1896) hervor.